# Ziemiojad pstry
Ziemiojad pstry (Satanoperca leucosticta) – gatunek słodkowodnej ryby z rodziny pielęgnicowatych (Cichlidae). Jest hodowany w akwariach.
Występowanie
Ameryka Południowa – Surinam (rzeka Nickerie) i Gujana (rzeka Essequibo).
Rozmiar
Długość ciała tej ryby wynosi do 20 cm. Samica jest zwykle mniejsza od samca.
Hodowla
Optymalna temperatura wody dla niej wynosi 27–30 °C. Twardość wody, jaką preferuje, to woda od miękkiej do średnio twardej, pH powinno wynosić od 6,0–7,2. Wymaga zbiornika o długości co najmniej 120 cm. Podłoże powinno być z piasku lub drobnego żwiru. Gdy w akwarium posadzimy rośliny, ryba będzie je wykopywać i uszkadzać ich korzenie.
Rozmnażanie
Ikrę składa na liściach roślin, korzeniach lub kamieniach. Gdy złoży już ikrę, przysypuje ją cienką warstwą podłoża. Wylęg następuje po 3–4 dniach. 